# جون دبليو. نيل
جون دبليو. نيل (بالإنجليزية: John W. Neill)‏ هو لاعب هوكي الحقل بريطاني، ولد في 15 مايو 1934.

## وصلات خارجية
- جون دبليو. نيل على موقع أوليمبيديا (الإنجليزية)
- جون دبليو. نيل على موقع اللجنة الأولمبية البريطانية (الإنجليزية)